# Bistum Saint Paul in Alberta
Das Bistum Saint Paul in Alberta (lat.: Dioecesis Sancti Pauli in Alberta) ist eine in Kanada gelegene römisch-katholische Diözese mit Sitz in Saint Paul.

## Geschichte
Das Bistum Saint Paul in Alberta wurde am 17. Juli 1948 durch Papst Pius XII. aus Gebietsabtretungen des Erzbistums Edmonton errichtet und diesem als Suffraganbistum unterstellt.

## Bischöfe von Saint Paul in Alberta
- 1948–1952 Maurice Baudoux, dann Koadjutorerzbischof von Saint-Boniface
- 1952–1968 Philippe Lussier CSsR
- 1969–1972 Édouard Gagnon PSS
- 1972–1997 Raymond Roy
- 1997–1999 Thomas Collins, dann Koadjutorerzbischof von Edmonton
- 2001–2012 Joseph Luc André Bouchard, dann Bischof von Trois-Rivières
- 2012–2022 Paul Terrio
- seit 2022 Gary Anthony Franken